# Rinaldo y Armida
Rinaldo y Armida es un óleo ejecutado por el pintor rococó italiano Giovanni Battista Tiepolo. Data del año 1753 y mide 104,8 centímetros de alto por 143 centímetros de ancho. Actualmente se encuentra en la Staatsgalerie Würzburg de Wurzburgo (Alemania).
La historia de Armida y Rinaldo proviene de la obra Jerusalén liberada de Torquato Tasso. Rinaldo, un guerrero que acude a guerrear en la época de las Cruzadas, se encuentra descansando del combate cuando lo ve la hechicera Armida. Esta, viendo en él a un enemigo, está dispuesta a matarlo, pero en lugar de ello se enamora del héroe y se lo lleva consigo a una isla encantada. Dos guerreros son enviados a buscar a Rinaldo, y en un espejo le hacen ver su injusta ociosidad, por lo que el héroe, finalmente, marcha con los dos guerreros.
Tiepolo ya había tratado temas de la Jerusalén liberada en un ciclo de frescos pintados en la Sala de Tasso de la Villa Valmerana, cerca de Vicenza. En este óleo sobre lienzo representa a Armida sujetando al héroe, tanto con la mano como con una guirnalda de flores, símbolo de los lazos que le mantienen prisionero. Debajo de ella se ve a Cupido, como incitador de la pasión amorosa. En una mano sujeta un espejo, que en este caso es instrumento de su mágico atractivo.
Ambas figuras se enmarcan en el paisaje de una arquitectura antigua detrás de la cual se ve a los dos guerreros de la historia acercándose a donde están Rinaldo y Armida.
Todo en el cuadro sugiere el ambiente mágico de una isla encantada: el rico colorido, la sensual Armida, Rinaldo en una pose de abandono, la columna hermética del sátiro y el guacamayo, así como el paisaje que se ve detrás de la portalada de piedra, con su cielo azul con irisaciones rosáceas.